# 条纹趾蜥蜴

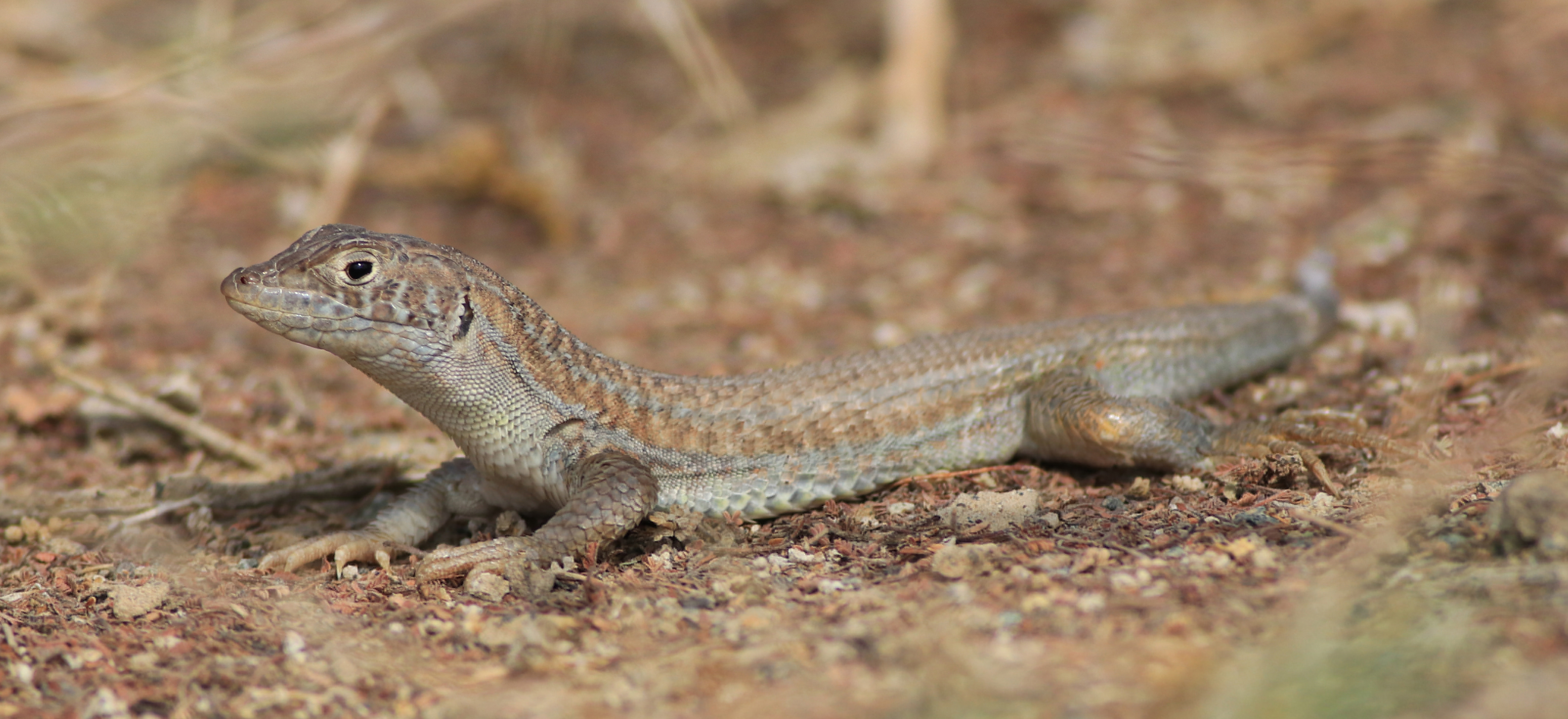
阿拉伯联合酋长国的一個雄性条纹趾蜥蜴

条纹趾蜥蜴是屬於蜥蜴科的一種蜥蜴。该蜥蜴是北非和西亚的特有種。 它有三個亞種，其中A. boskianus boskianus 生活在下埃及； A. boskianus euphraticus生活在伊拉克；A. boskianus asper生活在其他地方；但是这种亞種划分并不令人满意。